# 昆明拓東体育場
昆明拓東体育場 (こんめいたくとうすたじあむ、クンミン-ツオドン-、中: 拓东体育场, 英: Kunming Tuodong Stadium）は、中華人民共和国・昆明市にある多目的スタジアム。

## 施設概要
40,000人収容の陸上競技場。昆明市の中心街にあり、海抜1891m、敷地面積は5.4haである。主にサッカー中華人民共和国代表の試合会場として用いられる他、様々なスポーツの競技大会が行われている。
施設内には陸上競技場、サッカー場の他、卓球場、プール、国際標準の体育館などが整備されており、バスケットボールやバレーボール、柔道やフェンシングの国際試合を開催することも可能である。

## 主な大会・イベント

### サッカー中国代表の試合
| #  | 開催年月日    | 対戦国         | 勝敗  | 試合概要                                   |
| -- | ------------- | -------------- | ----- | ------------------------------------------ |
| 1. | 2008年3月26日 | オーストラリア | △ 0-0 | 2010 FIFAワールドカップ・アジア予選3次予選 |
| 2. | 2011年7月23日 | ラオス         | ○ 7-2 | 2014 FIFAワールドカップ・アジア予選2次予選 |
| 3. | 2011年9月2日  | シンガポール   | ○ 2-1 | 2014 FIFAワールドカップ・アジア予選3次予選 |